# Lio Tipton

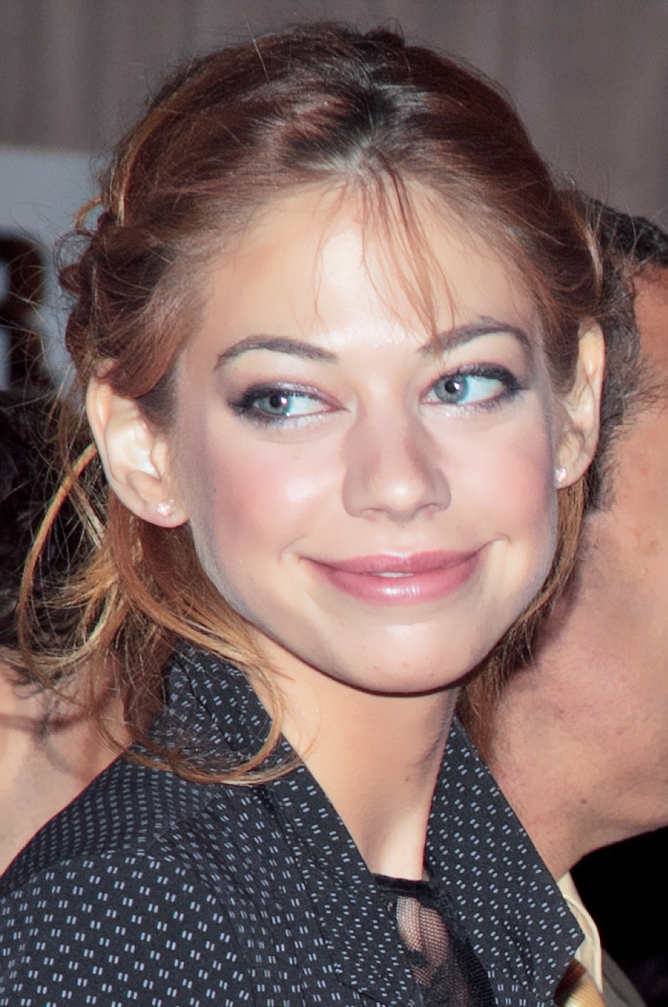
Tipton beim 36. Toronto International Film Festival (2011)

Lio Tipton (geboren am 9. November 1988 in Minneapolis, Minnesota als Analeigh Christian Tipton) ist eine US-amerikanische Person, welche im schauspielerischen Bereich als Model tätig ist und in Jugendjahren im Eiskunstlauf erfolgreich war. Bekannt wurde Tipton vor allem für die Teilnahme an der elften Staffel von America’s Next Top Model sowie Rollen in den Filmen Crazy, Stupid, Love., Warm Bodies und Two Night Stand. Tipton identifiziert sich als nichtbinär und benutzt die im Englischen gebräuchlichen geschlechtsneutralen Pronomen they/them.

## Leben
Tipton wuchs in Minneapolis auf. Bereits als Kleinkind begann Tipton mit dem Eiskunstlauf und nahm bereits einige Jahre später an nationalen Meisterschaften teil. Als Tipton acht Jahre alt war, zog die Familie nach Sacramento in Kalifornien, wo Tipton Hausunterricht erhielt. In den Teenagerjahren siegte Tipton zweimal bei regionalen Eiskunstlaufwettbewerben und nahm deswegen an nationalen Meisterschaften im Eiskunstlauf für Jugendliche teil. Im Alter von 16 Jahren bestritt Tipton den letzten Eiskunstlauf-Wettkampf.
Am 4. Juni 2021 gab Tipton auf Instagram bekannt, sich weder als männlich noch weiblich, sondern nichtbinär zu identifizieren und deswegen im Bezug auf sich selbst die geschlechtsneutralen Pronomen they/them zu verwenden, wie es bei nichtbinären Personen im englischsprachigen Raum üblich ist.
2022 heiratete Tipton den Unternehmer Chaz Salembier.

## Karriere
2008 erreichte Tipton bei der elften Staffel von America’s Next Top Model den dritten Platz und wurde einige Wochen nach dem Finale von Ford Models unter Vertrag genommen. In einem Interview mit People im Jahr 2014 erklärte Tipton, allerdings nicht lange für das Label tätig gewesen zu sein und den Beruf als Model aufgrund seiner Unnatürlichkeit schließlich nach kurzer Zeit wieder aufgegeben zu haben.
Tiptons erste Schauspielrolle war ein Gastauftritt in der Sitcom The Big Bang Theory, das Kinodebüt erfolgte 2011 in The Green Hornet. Im selben Jahr erhielt Tipton für die Darstellung der Jessica Riley in Crazy, Stupid, Love, die sich in die Hauptfigur Cal Weaver (Steve Carell) verliebt, positive Kritiken, unter anderem von der The New York Times, die Tipton eine zukünftige erfolgreiche Schauspielkarriere bescheinigte. In der dritten Staffel der Fernsehserie Hung – Um Längen besser war Tipton in der wiederkehrenden Nebenrolle Sandee zu sehen. Die erste Hauptrolle verkörperte Tipton 2014 in der romantischen Komödie Two Night Stand.

## Filmografie (Auswahl)

### Serien
- 2008: America’s Next Top Model
- 2008, 2015: The Big Bang Theory (2 Episoden, verschiedene Rollen)
- 2011: Hung – Um Längen besser (Hung, 8 Episoden)
- 2014: Manhattan Love Story (11 Episoden)
- 2015: Limitless (Episode 1x03)
- 2018: Murphy Brown (Episode 11x07)
- 2019: Why Women Kill (3 Episoden)
- 2022: A Friend of the Family (9 Episoden)
- 2024: The Edge of Sleep (6 Episoden)

### Filme
- 2011: The Green Hornet
- 2011: Crazy, Stupid, Love.
- 2011: Algebra in Love (Damsels in Distress)
- 2013: Warm Bodies
- 2014: Lucy
- 2014: Two Night Stand
- 2014: Buttwhistle
- 2014: One Square Mile
- 2015: Dirty Trip (Mississippi Grind)
- 2016: Viral
- 2016: Sadie – Dunkle Begierde (Sadie)
- 2017: In Dubious Battle
- 2017: Between Us
- 2017: Golden Exits
- 2017: The Runaround – Die Nachtschwärmer (All Nighter)
- 2018: Better Start Running
- 2018: Broken Star
- 2019: Summer Night
- 2022: Rache auf Texanisch (Vengeance)
- 2022: Continue
- 2023: Riddle of Fire
- 2025: Love Hurts – Liebe tut weh (Love Hurts)